# 宇部市消防本部

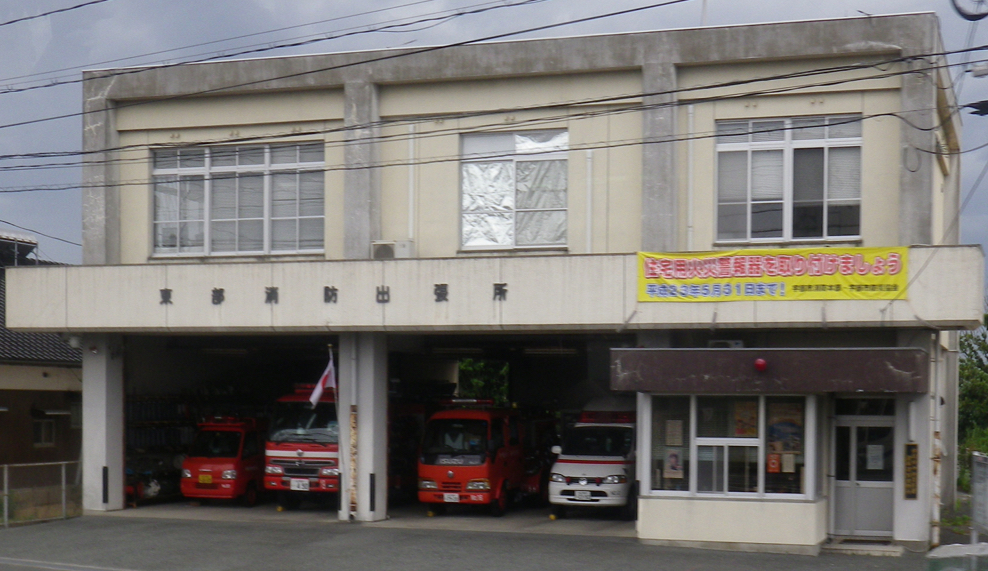
中央消防署東部消防出張所

宇部市消防本部（うべししょうぼうほんぶ）は、かつて存在した山口県宇部市の消防部局（消防本部）。管轄区域は宇部市全域。
2005年から2009年まで山口市は旧阿知須町の区域を宇部市に常備消防事務を委託していた。

## 概要
- 消防本部：宇部市港町2-3-30
- 管内面積：313.18km2
- 職員定数：194人
- 消防署2カ所、消防出張所3カ所
- 主力機械（2006年4月1日現在）
  - 消防ポンプ自動車：10
  - はしご付消防自動車：1
  - 化学消防自動車：3
  - 大型化学消防自動車：1
  - 大型高所放水車：1
  - 泡原液搬送車：1
  - 小型動力ポンプ付水槽車：1
  - 救急自動車：7
  - 救助工作車：2

## 沿革
- 1948年（昭和23年）3月7日 - 宇部市消防本部・宇部市消防署を設置。
- 1978年（昭和53年）4月18日 - 西消防署設置に伴い2署体制となり、宇部市消防署を中央消防署に改称。
- 1979年（昭和54年）8月30日 - 宇部市消防音楽隊が発足。
- 1980年（昭和55年）4月1日 - 東部消防出張所を開設。
- 1989年（平成元年）1月19日 - 消防本部・中央消防署庁舎が現在地に移転。
- 1995年（平成7年）4月1日 - 北部消防出張所を開設。
- 2000年（平成12年）10月1日 - 吉敷郡阿知須町の消防事務を受託し業務を開始。
- 2004年（平成16年）11月1日 - 厚狭郡楠町を編入。
  - 楠町・厚狭郡山陽町の2町で設立していた山陽地区消防組合（1973年6月1日設置）を合併前日をもって解散。
  - 山陽町は単独消防として山陽町消防本部を設置する。
- 2005年（平成17年）10月1日 - 阿知須町が山口市等と新設合併し、新たな山口市が発足。これに伴い、山口市より旧阿知須町区域の消防事務を受託。
- 2009年（平成21年）11月1日 - 山口市南消防署阿知須出張所の開所に伴い、山口市より受託していた旧阿知須町区域の消防事務を解除。
- 2012年（平成24年）3月31日 - 宇部・山陽小野田消防局の発足に伴い、廃止される[1]。

## 組織
- 本部－総務課、警防課、通信指令課、予防課
- 消防署

## 消防署
| 消防署     | 住所                  | 消防出張所                                          |
| ---------- | --------------------- | --------------------------------------------------- |
| 中央消防署 | 港町2-3-30            | 東部：大字西岐波字西大道761-1                       |
| 西消防署   | 大字東須恵字田中707-4 | 北部：大字荒瀬字川山田11039 楠：大字船木字野田467-6 |